# Lupión
Lupión és un municipi de la província de Jaén (Espanya). La seva població, segons dades del INE en 2005, és de 1.012 habitants.

## Fills il·lustres
- Amalia Ramírez (1834-1918) cantant de sarsuela i òpera.